# 国鉄3085形蒸気機関車
3085形は、かつて日本国有鉄道の前身である鉄道省に在籍したタンク式蒸気機関車である。

## 概要
元は、小倉鉄道が1914年（大正3年）に、ドイツのヘンシェル・ウント・ゾーン社で5両（製造番号12821 - 12825）を製造した、車軸配置2-6-2(1C1)で2気筒単式の48t級飽和式機関車である。小倉鉄道では、6形（6 - 10）と称し、貨物の主力機関車であった。1943年（昭和18年）に小倉鉄道が戦時買収されたのにともない、鉄道省籍を得たものである。
水槽は、長大なサイドタンクだけでなく台枠内にもあるウェルタンク機である。また、ボイラーの煙管が長く、煙室は大きく前方に張り出しており、煙突中心は先輪上にあるという、典型的ドイツ様式である。この様式は、鉄道省3040形（2代）の手本になったと推定される。
先台車はラジアル型で、その旋回中心を第1動軸の中央部に置いてその動軸も横動を許容する構造のヘンシェル・バンゲルト台車で、一般的なビッセル台車よりも柔軟な曲線通過性能を持っていた。
国有化後は3085形（3085 - 3089）と改番され、そのまま東小倉機関区にあって入換用や補助機関車用として使用されていた。1947年（昭和22年）10月頃から、C12形の投入により、3086 - 3088が第一種休車となった。3088と3089については1948年（昭和23年）5月に廃車、三菱化成黒崎工場に譲渡されて1957年（昭和32年）9月、1956年（昭和31年）12月まで使用された。
3086と3087は、1948年3月時点で東京鉄道管理局管内の内原操車場にあり、第一種休車となっていたが、同年5月に廃車となった。3085については、1948年1月に第一種休車となり同年10月に廃車となったが、東小倉機関区にしばらく放置された後、1951年（昭和26年）3月に解体された。

## 主要諸元
- 全長 : 10,382mm
- 全高 : 3,757mm
- 全幅 : 2,740mm
- 軌間 : 1,067mm
- 車軸配置 : 2-6-2(1C1)
- 動輪直径 : 1,168mm
- 弁装置 : ワルシャート式
- シリンダー（直径×行程） : 406mm×610mm
- ボイラー圧力 : 12.0kg/cm2
- 火格子面積 : 1.35m2
- 全伝熱面積 : 94.9m2
  - 煙管蒸発伝熱面積 : 88.3m2
  - 火室蒸発伝熱面積 : 6.7m2
- ボイラー水容量 : 3.3m3
- 小煙管（直径×管板間長サ×数） : 44mm×4,064mm×150本
- 機関車運転整備重量 : 48.06t
- 機関車空車重量 : 36.7t
- 機関車動輪上重量（運転整備時） : 33.43t
- 機関車動輪軸重（第2・3動輪上） : 11.04t
- 水タンク容量 : 7.2m3
- 燃料積載量 : 1.7t
- 機関車性能
  - シリンダ引張力（0.85P） : 9,320kg
  - ブレーキ装置 : 手ブレーキ、真空ブレーキ